# Conservation des populations animales et végétales
La conservation des populations animales et végétales est devenue une préoccupation sensible depuis ces derniers siècles. L’essor de la population humaine ainsi que la révolution industrielle ont entraîné des bouleversements majeurs dans le fonctionnement de nombreux écosystèmes. Cette époque se caractérise notamment par une érosion de la biodiversité (perte de diversité écosystémique, génétique et spécifique). La diminution rapide du nombre d’espèces constitue la sixième crise d’extinction massive des temps géologiques depuis le début de l'éon Phanérozoïque.
La biologie de la conservation est la science qui vise à freiner, voire à stopper cette érosion de la biodiversité, en mettant en place différentes stratégies telles que la réintroduction d’espèces menacées afin de prévenir leur extinction. Ces stratégies sont basées sur des données et des méthodes respectivement recueillies et élaborées par des acteurs (chercheurs, techniciens…) du domaine de l’écologie (science qui étudie la relation entre les êtres-vivants et leur environnement biotique et abiotique). Cette vaste discipline regroupe un grand nombre de pistes de recherche, parmi lesquelles l’étude de la dynamique des populations. L’étude de la dynamique des populations constitue un outil majeur pour déterminer les méthodes de conservation qu’il convient de mettre en œuvre. 

## Modèles de dynamique des populations et données considérées

### Paramètres démographiques des populations et outils de conservation

#### Paramètres démographiques et matrices associées
Les modèles matriciels et l’analyse de la viabilité de la population (AVP) sont devenus d’utiles outils pour comprendre la dynamique et les caractéristiques des populations. L’analyse démographique à travers les modèles matriciels périodiques permet de déterminer quelles transitions du cycle de vie contribuent le plus à l’accroissement de la population étudiée, et quelles transitions sont les plus sensibles aux perturbations. À partir de ces modèles matriciels, il est aussi possible de créer différents scénarios d’évolution de cette population selon les conditions environnementales, d’évaluer l’effet d’une menace particulière sur l’état de la population et ce sur différentes classes d’âge ou même d’estimer l’efficacité des différentes stratégies mises en place pour conserver les espèces en danger.
Dans ces modèles, la population est structurée en classe d’âges ou stades de développement de même durée. Le temps est discrétisé, on peut ainsi définir t le pas de temps nécessaire pour passer d’une classe à une autre, ce pas de temps est fixe entre chaque classe.
Pour illustrer les grands principes généraux liés aux modèles matriciels périodiques, on prendre l’exemple de la dynamique du Carduus nutans, une espèce de chardon invasive de Nouvelle-Zélande.
Le cycle de vie de cette plante se fait ainsi, entre deux pas de temps t fixes :
- toutes les gammes de taille sont susceptibles de produire des graines (SB), qui peuvent survivre sans germer d'une année à l'autre ;
- les plantes petites (S), moyennes (M) et grandes (L) peuvent produire de petites plantes par reproduction et germination immédiate ;
- les petites plantes peuvent avoir une croissance accélérée et devenir grande.

On peut donc le représenter sous forme graphique et matricielle tel que présenté dans la figure de droite.

Il est possible de décrire la population à l’aide d’un vecteur n de population  dont les composantes représentent les effectifs dans chaque classe de la population au temps t. La dynamique de la population au temps t+1, à travers le cycle de vie entier, est donc décrite par le produit matriciel :
nt+1 = Mnt
Dans cet exemple, on obtient donc les représentations graphiques et matricielles du cycle de vie de Carduus nutans (cf. figure).
{\displaystyle {\begin{pmatrix}s_{1}&r_{1}&r_{2}&r_{3}\\g_{1}&r_{4}&r_{5}&r_{6}\\0&g_{2}&0&0\\0&g_{4}&g_{3}&0\end{pmatrix}}{\begin{pmatrix}n_{SB}\\n_{S}\\n_{M}\\n_{L}\end{pmatrix}}=n_{t+1}}
Cette matrice M est appelée matrice de transition, ses coefficients font apparaître les taux démographiques ou taux vitaux par classe. 
Le produit matriciel permet de déterminer la croissance de la population qui comprend deux phases. Une première phase, transitoire, durant laquelle l’accroissement de la population est chaotique, puis une seconde durant laquelle l’augmentation des effectifs est exponentielle, la population est alors multipliée par une quantité constante telle que : nt+1 = λnt. 
On peut alors définir le[Lequel ?] vecteur propre, vp, associé à la matrice M, ainsi :
{\displaystyle M{\overrightarrow {vp}}=\lambda {\overrightarrow {vp}}\Leftrightarrow (M-\lambda \mathrm {I} )n_{t}=0\Leftrightarrow D(M-\lambda \mathrm {I} )=0.}[Information douteuse]
Il y a autant de solutions pour λ que de phases dans le cycle de vie, ces solutions de λ sont appelées valeurs propres de la matrice M, soit autant de valeurs propres que de lignes ou de colonnes. Ces valeurs propres sont les composantes du vecteur propre. Dans cet exemple, il y a donc quatre valeurs de λ possibles.
D’après le théorème de Perron-Frobenius :
Soit M une matrice carrée positive et primitive. Alors il existe une valeur propre λ de M qui vérifie les propriétés suivantes :
- λ est réelle et strictement positive ;
- λ est associée à un vecteur propre strictement positif ;
- Pour toute autre valeur propre λ’ de M, on a  |λ’| < λ.

Ainsi, λ est appelée valeur propre dominante de la matrice M. 
On a alors : ln λ le taux de croissance asymptotique associé à la population ou taux fini d’accroissement λ
La mise sous forme de produit matriciel du cycle de vie permet donc de déterminer aisément quelle sera la dynamique globale de la population.
Utilisations de la valeur propre dominante λ
Dans les approches de conservation, il est important de déterminer quelles transitions du cycle de vie vont participer le plus au taux d’accroissement de la population. Autrement dit, il est possible de calculer quelle transition va le plus contribuer à λ, pour pouvoir par la suite agir efficacement sur ces taux vitaux ciblés. On peut ainsi hiérarchiser l’influence relative des diverses composantes de la valeur propre dominante.
Pour cela, on peut déterminer la sensibilité et l’élasticité de la valeur propre dominante
La sensibilité étant la sensibilité de la valeur propre dominante à une variation d’un des éléments de la matrice. L’élasticité est définie comme la sensibilité de λ pondérée par les valeurs des coefficients de la matrice.
La sensibilité :
La sensibilité Si,j de λ aux variations d’un coefficient ai,j quelconque est définie par la dérivée partielle de λ par rapport à ai,j :
Si,j = λ / ∂ai,j 
Il s’agit de la limite de Δλ/Δai,j  lorsque le dénominateur tend vers 0. On peut faire l’approximation suivante :
Si,j ≈ Δλ/Δai,j 
L’élasticité :
Les Si,j  sont des sensibilités absolues, on peut ainsi calculer les sensibilités relatives qui correspondent à l’élasticité :
{\displaystyle e_{i,j}={\frac {a_{i,j}}{\lambda }}{\frac {\partial \lambda }{\partial a_{i,j}}}.}

Cela permet donc de déterminer quelles transitions sont le plus impliquées dans le taux de croissance de la population.
Par exemple, dans l’étude sur le chardon Carduus nutans, les auteurs ont calculé les élasticités des différents coefficients matriciels (figure de droite), et ce pour deux populations de chardons se trouvant sur des espaces géographiques différents. 
Ils ont pu déterminer quels étaient les paramètres du cycle de vie à cibler pour agir efficacement contre l’invasion de cette plante. En conservation l’approche est similaire, une fois ces paramètres identifiés, il s’agit alors de mettre en place des plans d’action pour augmenter la performance ces taux vitaux permettant l’accroissement de la population. 
Ces modèles matriciels sont donc d’une importance primordiale dans les processus de conservation des espèces animales et végétales. Le mode de structuration de la population peut différer, l’exploitation des modèles matriciels périodiques se faire globalement de la même manière que la population soit structurée par âge (matrice de Leslie), par stades développementaux (matrice de Lefkovitch) ou d’autres structures généralisées par Hal Caswell.

#### L’analyse de viabilité des populations
L’Analyse de Viabilité des Populations, ou AVP, est une méthode permettant d’évaluer les risques d’extinction d’une population menacée. Son utilisation peut aller de la prévision d’abondance future d’une espèce à des analyses plus complexes incluant les traits d’histoire de vie spécifique de l’espèce étudiée.
Elle va chercher notamment à établir pour une population menacée la taille minimale viable qui lui permettrait d’avoir 90 % de chance de survie sur une période de temps donnée, la taille minimale que la population devrait atteindre afin de survivre en l’absence de gestionnaires, ainsi que les actions de restauration qui maintiendront la variabilité génétique de la population. 
C’est un outil très important dans l’étude de la viabilité des espèces et pour la mise en place de scénarios prévisionnels.
On peut déplorer que les AVP soient surtout conduites sur les oiseaux et mammifères, peu existent sur les poissons et invertébrés, et très peu sur les plantes.
Pour cela des modèles vont être mis en place pour mesurer l’impact de différentes forces stochastiques et déterministes sur la persistance d’une population. 
On peut évaluer l’influence des facteurs déterministes tels que la surexploitation d’une espèce, un taux de pollution, une pression de chasse, la fragmentation de l’habitat, les espèces introduites. 
À l’inverse les phénomènes stochastiques sont des processus aléatoires intrinsèques à la dynamique de la population, certains paramètres des cycles de vie d’une espèce sont stochastiques comme son taux de naissance, de mort ou la migration. 
Plus la taille de la population est faible plus cette dernière sera sensible à la stochasticité. Chez les populations menacées réduites par les effets des facteurs déterministes, la stochasticité entrainera une réduction encore plus importante de l’abondance de la population, on appelle ce phénomène le vortex d’extinction (voir schéma).
La stochasticité peut être environnementale, démographique et génétique.
La stochasticité démographique représente les fluctuations aléatoires des paramètres biodémographiques (c’est-à-dire des taux de survie et de fécondité) d’une population même lorsque les probabilités moyennes de ces évènements démographiques demeurent constantes. La stochasticité génétique représente les fluctuations des paramètres biodémographiques dues aux composantes génétiques d’une population. Elle entraine une perte plus importante de la diversité génétique dans les petites populations. La diminution de la taille de la population aura aussi pour effet de la dépression de consanguinité qui entraine une diminution de la probabilité de survie des individus.
La stochasticité environnementale représente la fluctuation des paramètres biodémographiques due à des fluctuations de l’environnement, sa forme la plus extrême étant les catastrophes naturelles. Elle réduit généralement la valeur projetée du taux fini de croissance dans un modèle déterministe et augmente la probabilité d’extinction. Pour simuler cette stochasticité on réitère le produit matriciel un grand nombre de fois en faisant varier indépendamment la valeur des paramètres. Une méthode plus précise de simulation de la stochasticité démographique consiste à inclure la corrélation positive qui existe entre les différents paramètres qui ne sont pas indépendants. Cette corrélation augmentant les risques d’extinction de la population, il est important de l’inclure dans le modèle si on a des données sur les structures de corrélation reliant les éléments de la matrice.
Le taux de croissance stochastique permet, par rapport au taux de croissance déterministe, de ne pas être contraint par une fenêtre de temps précise, on peut donc comparer ces taux de croissance stochastique entre différentes études.
Entre autres facteurs à prendre en compte lors de l’élaboration d’une AVP, la cyclicité des perturbations est importante. Les perturbations de l’environnement peuvent souvent améliorer la croissance d’une population en supprimant des compétiteurs pour l’espace et la ressource, et les effets de ces perturbations peuvent être modélisés en introduisant des informations sur le cycle, la fréquence et l’intensité de la perturbation ainsi que sur la réponse démographique de la population face aux perturbations. De nombreux exemples ont montré que des feux saisonniers étaient nécessaires au bon développement de certaines espèces de plantes.
EXEMPLE DE MODÉLISATION CHEZ LES CÉTACÉS VIA UNE MATRICE DE LESLIE:
On peut modéliser  la dynamique d’une population menacée par les activités humaines de cette façon :
Nt+1 = λ (1-M)Nt
Avec λ représentant le taux fini de croissance de la population, N l’abondance et M le taux de mortalité induit par l’activité humaine.
Si λ (1-M), le taux de variation de la population, est inférieur à 1 la population va décroitre, s’il est supérieur à 1 la population va croître.
Les paramètres comme la longévité, la survie et la fécondité, paramètres caractérisant les cycles de vie des animaux, seront étudiés dans la population et intégrés dans la matrice, ce qui permettra ensuite de déterminer le taux fini de croissance λ et le taux de mortalité induit par l’activité humaine M.
Une fois ces valeurs et leurs incertitudes déterminées, on peut calculer le taux de variation de la population et formuler plusieurs scénarios afin de prévoir l’abondance finale de la population dans les 50 ans qui suivent. Extrapoler ces résultats permettra d’évaluer des probabilités d’extinction de la population sur les centaines d’années à venir, selon les différents scénarios initialement envisagés.
Limites 
Les populations étudiées sont des populations dont l’abondance est très faible, les variations de la dynamique liées à la densité ont donc été négligées. De plus certaines informations concernant le cycle de vie des cétacés marins sont peu connues et ont dû être estimées en comparant plusieurs espèces de cétacés, voire en incluant des informations obtenues à partir de population de mammifères terrestres.
PARTICULARITÉS DES AVP CHEZ LES PLANTES:
Les analyses de viabilité des populations menées sur des populations de plantes sont sensiblement plus rares que les études basées sur des populations animales.
La plupart reposent sur des matrices en classe de taille ou par stades, certaines projections permettent cependant de passer d’une estimation par stade à une estimation d’une matrice en classes d’âge.  
Les difficultés rencontrées dans l’établissement de AVP sont de plusieurs natures :
- La dormance des plantes :

Des études sur le long terme doivent nécessairement être menées afin de ne pas surévaluer le taux de mortalité en comptant comme morts des individus en dormance. Une des difficultés réside dans l’évaluation exacte de la quantité de graines en dormance.
- La dormance des graines :

Les banques de graines sont un élément crucial des cycles d’histoire de vie des plantes, elles peuvent amortir les variations environnementales, réduire le taux d’extinction et conserver une variabilité génétique. 
Le recrutement périodique : si auparavant le taux de recrutement des graines était considéré comme constant, avec des modèles contenant des taux de croissance finis, des études ont démontré l’importance de prendre en compte les recrutements épisodiques lors de la modélisation.
- La reproduction clonale

Beaucoup de plantes pérennes peuvent produire des clones et former des populations constituées de ramet et de genêt. Comme les genêts sont très difficiles à étudier la plupart des études sont conduites sur les ramets. Il faut lors de l’étude d’AVP conduite sur la population différencier les stades ramet de ceux des plants de même taille, mais provenant de semis, car leurs paramètres démographiques sont différents.
Prendre en compte les données concernant la dormance des plantes, des graines et leur période de recrutement, ainsi que la reproduction clonale, est fondamental pour avoir une meilleure vision de la dynamique des populations et donc pour formuler des estimations plus précises des probabilités d’extinction.

### Méthodes d’obtention des données
Paramètres
Les paramètres que l’on implémente dans ces matrices correspondent aux processus qui lient les différents âges, classes d’âges ou stades au cours du cycle de vie des organismes considérés.
On peut donc énumérer un certain nombre de paramètres : probabilité qu’un individu survive jusqu’à l’âge de reproduction, probabilité que cet individu rencontre un partenaire, nombre de descendants produits en moyenne à l’occasion d’une reproduction, probabilité de survie des descendants jusqu’à la naissance. L’importance de chaque paramètre ainsi que la nomenclature peuvent varier selon les groupes étudiés. Par exemple, chez les oiseaux, la probabilité de survie des descendants est considérée par rapport à l’envol. La probabilité de survie des oisillons jusqu’à l’envol est considérée comme faisant partie du succès reproducteur de la femelle, tandis que la probabilité de survie après envol est assimilée à la survie du descendant.
Obtention d’un paramètre : exemple du taux de survie
L’un des paramètres les plus importants pour modéliser la dynamique d’une population est la probabilité de survie. Pour l’estimer, on peut utiliser des techniques de Capture-Marquage-Recapture ou CMR.
La plus simple est celle de Lincoln-Petersen, qui consiste en une première capture, un marquage des individus capturés, un relâcher de ces individus, puis une seconde occasion de capture (re-capture) après un certain laps de temps (nécessaire pour que la population s’homogénéise, mais pas trop long pour minimiser les évènements de mortalité qui faussent le résultat). Cette méthode permet d'estimer l'abondance des individus d'une population, mais pas des taux de survie.
Pour estimer ces taux, on multiplie le nombre d’occasions de capture. Ainsi, on calcule les probabilités des différentes histoires de capture possibles (par exemple, avoir été capturé à l’occasion 1, puis non capturé à l’occasion 2, puis non capturé à l’occasion 3, etc. jusqu’à l’occasion n), qui dépendent des paramètres  φi (survie locale entre le stade de (re)capture i et le stade de (re)capture suivant, φi = Si(1-Ei)) et pi (probabilité de capture au stade de (re)capture i).
Ces paramètres permettent d’élaborer des modèles de survie. Ils peuvent être influencés par différents facteurs (effort de capture, site de capture, temps…). On choisit donc le modèle de survie qui est à la fois simple (on considère le plus possible de paramètres comme constants par rapport à ces facteurs d’influence) et pas trop contraint (lorsque trop de paramètres sont considérés comme constants vis-à-vis de ces facteurs, on s’éloigne de la réalité). Pour cela, on calcule la vraisemblance L du vecteur θ contenant ces paramètres, pour chaque modèle. La vraisemblance est le produit des probabilités de chaque histoire de capture élevées à la puissance correspondant à l’effectif observé pour cette histoire. Ensuite, on calcule la déviance du modèle, -2ln(L(θ)), puis l’AIC (Aikaike Information Criterion), qui correspond à -2ln(L(θ)) + 2np avec np = nombre de paramètres dans le modèle. Enfin, on choisit le modèle dont l’AIC est le plus faible.
Remarquons toutefois que la probabilité de capture peut varier non seulement sous l'effet de facteurs extérieurs, mais aussi selon le comportement de l'individu (plus ou moins méfiant, par exemple) ou son âge.

### Limites des modèles utilisés
L’utilisation de modèles mathématiques pour prédire l’évolution d’une population nécessite d’avoir au préalable les données concernant l’ensemble des processus que l’on peut observer dans cette population: croissance, reproduction, survie, migrations… Cependant dans la majorité des cas, il n’est pas possible de caractériser tous les processus intervenant dans une population et donc certaines informations sont manquantes.
Les modèles matriciels utilisés sont des simplifications de la réalité: un modèle sert avant tout à pouvoir répondre à une question bien particulière, seuls les paramètres semblant jouer directement un rôle seront pris en compte.
Une seconde limite est causée par la variabilité des différents facteurs intervenant de façon incertaine sur la population. On peut différencier 4 grandes catégories de variabilité :
- Variabilité phénotypique : variations génétiques entre individus issus d’une même population ;
- Variabilité démographique : Variation des probabilités moyennes de survie et de reproduction, en partie due au fait que la population est formée d’un nombre limité et entier d’individus. Lorsque cette variation n'est pas prévue (de par les connaissances actuelles, on ne peut prévoir la survie, la fécondité et d'autres paramètres propres à chaque individu de la population), on parle de stochasticité démographique ;
- Variabilité environnementale : changement de l’environnement dans le temps. Certaines variations sont imprévisibles et correspondent à la stochasticité environnementale (en météorologie, par exemple, il est impossible d’effectuer des prédictions sur le long terme) ;
- Variabilité spatiale : variation des conditions environnementales au niveau d’habitats spatialement séparés, que peut subir une population lorsque les individus qui la composent sont suffisamment éloignés.

Ces différents facteurs peuvent être à l’origine de disparités entre les individus d’une même population, principalement par l’altération de la survie et de la capacité à se reproduire.

## Dérèglements des paramètres de la dynamique des populations

### Destruction et fragmentation des habitats
La dégradation, la fragmentation et la destruction des habitats sont, selon l’évaluation des écosystèmes pour le millénaire (MEA, Millenium Ecological Assessment), la première cause d’extinction à la surface de la Terre. Il s’agit de la perte de l’intégrité des milieux naturels dans lesquels les espèces s’établissent et se maintiennent. La dégradation de l’habitat renvoie en général à la pollution des milieux (déversement de produits chimiques toxiques dans les cours d’eau, par exemple) et des ressources (empoisonnement de nappes phréatiques). Nous allons ici préciser le cas de la fragmentation des habitats
La fragmentation consiste à diviser un habitat en plusieurs morceaux séparés les uns des autres par des frontières d’origine anthropique (édifiées par l’homme), telles que des routes, par exemple. Ce phénomène a deux conséquences majeures : lorsque l’on fragmente un habitat, on diminue sa surface totale, et on augmente la proportion de la surface qui est en contact avec l’extérieur. Cette deuxième conséquence est appelée « effet de bordure » (les paramètres abiotiques - c’est-à-dire les conditions physiques et chimiques - sont très différents en bordure d’un habitat par rapport à ceux qui règnent au centre et qui sont, en général, plus propices à des espèces de grande taille corporelle).
Les conditions qui caractérisent ces frontières sont souvent un frein à la migration d’espèces telles que les mammifères ou les amphibiens. Par exemple, les routes sont source de mortalité pour des individus dispersants (animaux qui se déplacent pour aller se reproduire ailleurs) tels que les crapauds. Les espèces végétales sont aussi touchées, car elles peuvent dépendre du déplacement d’animaux pour leur reproduction et leur dispersion (transport de pollen ou de graines sur les poils d’ongulés, de canidés…). Ainsi, les frontières diminuent la connectivité entre les différents fragments. La conséquence en est que si une population s’éteint dans un fragment, la re-colonisation de celui-ci sera moins probable, voire impossible. De plus, limiter la dispersion peut conduire à la surexploitation de l’habitat (les individus ne peuvent pas migrer pour trouver de nouvelles ressources alors que celles qui se trouvent dans leur fragment s’épuisent), et donc à la diminution de l’effectif de la population.
On aboutit donc à des petites populations séparées les unes des autres. Or, des petites populations sont caractérisées par un risque d’extinction plus élevé. Cela est lié à deux facteurs :
- l’effet de la stochasticité, c’est-à-dire l’influence des paramètres initiaux, tels que la densité initiale, sur la dynamique des populations ;
- l’accumulation de mutations délétères dans la population par dépression de consanguinité, qui aboutit à une augmentation de la mortalité, mais également à une diminution du taux de fécondité car les mutations peuvent avoir pour effet une stérilité.

Pour étudier la dynamique des populations fragmentées, on peut utiliser un modèle de biogéographie insulaire. Les fragments peuvent être envisagés comme des îles séparées les unes des autres par une matrice inhospitalière (l’eau, qui représente ici les frontières anthropiques). Le modèle prédit que les espèces disparaissent de façon proportionnelle à la quantité d’habitat perdue. Cela a deux implications :
- on peut prédire le nombre d’espèces qui s’éteignent par destruction de l’habitat ;
- la préservation de l’habitat permet, en théorie, de conserver les espèces.

La limite majeure de ce modèle est qu’il n’y a pas de prise en compte du temps écoulé.
L’effet de la fragmentation des habitats sur la dynamique des populations amène à définir la notion de métapopulation. Une métapopulation est un ensemble de populations liées entre elles par des individus dispersants. Ainsi, l’effectif d’une population à un temps donné n’est pas un bon indicateur de l’effectif de cette population au temps n+1, car la dynamique de la population est moins influencée par une régulation locale (prédation, compétition) que par la dispersion entre populations. Ainsi, conserver un milieu pour conserver une population n’a de sens que si la régulation locale est prépondérante. Si on a affaire à une métapopulation, les méthodes de conservation utilisées seront donc basées sur une amélioration des échanges entre populations. On met donc en place des corridors écologiques, c’est-à-dire des voies de circulation pour les formes de dispersion (individus adultes, mais aussi pollen, graines…).

### Espèces invasives
« Les espèces invasives (ou espèces exotiques envahissantes) sont des animaux, des plantes ou d’autres organismes introduits par l'homme dans des zones se situant hors de l'aire naturelle de distribution de l'espèce. Elles s'installent, se propagent et peuvent avoir de graves conséquences sur l'écosystème et les espèces indigènes » (d’après l’UICN).
La plupart des espèces immigrantes arrivent dans un nouveau milieu à l’état de graine, spore, œuf… sans les entités qui leur sont associées naturellement tels que leurs prédateurs, compétiteurs, ou parasites (Elton, 1958). Cela leur confère un avantage non négligeable par rapport aux espèces indigènes en termes de croissance, longévité et fitness (Weiss et Milton 1984).
L’Homme, ou les animaux et plantes qu’il disperse, encourage l’arrivée d’espèces invasives en causant d’importantes perturbations dans l’environnement (agriculture, incendies volontaires…). Si la population native ne peut s’adapter ou s’acclimater à ce nouvel environnement perturbé, de nouvelles espèces plus adaptées et plus compétitrices pourront s’y installer, au détriment des espèces naturellement présentes: compétition pour les ressources disponibles, pour la lumière…
Les espèces invasives peuvent aussi être responsable de l’extinction de certaines populations par la prédation. On peut citer l’exemple de la perche du Nil (Lates nilotica) , originaire d’Éthiopie, et introduite dans le lac Victoria en 1954. Cette espèce s’est avérée être un excellent prédateur des cichlidés naturellement présents à cet endroit. La perche du Nil est responsable de l’extinction (ou le déclin) d’une centaine d’espèces de cichlidés sur les 300 à 500 originairement présentes (Goldschmidt 1996).
Certaines espèces non indigènes ont la capacité de s’hybrider avec une espèce native, pour donner un hybride invasif. C’est le cas de Spartina alterniflora originaire d’Amérique du Nord, transportée par les eaux de ballast jusqu’en Angleterre où elle a pu s’hybrider avec Spartina maritima naturellement présente sur les côtes françaises pour donner naissance à un hybride fertile Spartina anglica, très envahissante et qui menace l’espèce native (Thomson, 1991).
Les espèces exotiques envahissantes sont alors responsables de l’extinction de certaines populations en agissant indirectement sur :
- leur survie ;
- leur reproduction ;
- leur densité.

Les espèces invasives, par la compétition, la prédation ou en perturbant l’environnement, menacent ainsi la biodiversité, provoquant la disparition de nombreuses espèces, et leur remplacement.  Cela bouleverse les écosystèmes envahis qui deviennent alors peu diversifiés et n’offrent que peu d’habitats. Il est donc nécessaire de contrôler les invasions, et de veiller à la conservation des populations en danger.

### Surexploitationdes populations[10]
Avant l’agriculture, les populations naturelles représentaient l’intégralité des ressources pour la population humaine.   Aujourd’hui, il demeure une certaine dépendance face à l’exploitation d’espèces sauvages. Par exemple les pêcheries commerciales qui exploitent des stocks naturels, le prélèvement de plantes médicinales, le braconnage ou la pêche et la chasse récréatives. 
Le problème intrinsèque de cette exploitation est le rapport déséquilibré entre l’effectif humain mondial et les effectifs des différentes populations exploitables. Les avancées technologiques mettent aussi en péril ces populations, en effet le commerce d’armes à feu, les chalutiers ou « navires-usines » de plus en plus puissants, les forêts lacérées par des routes qui les traversent de part en part sont autant de moyens permettant un accès plus rapide et plus efficace à la ressource.
La croissance de la population humaine et les développements technologiques génèrent actuellement des niveaux de prélèvement de nombreuses ressources biologiques qui sont non soutenables. Le manque de régulation est la principale composante de la menace sur les populations naturelles. La plupart de ces ressources sont en libre accès et considérées comme des biens communs. La tragédie des communs illustre cette « faillite » de la gestion de nombreux stocks avec disparition de la ressource commune. Car les tendances socio-économiques actuelles visent à maximiser un profit rapide sans gestion durable de l’exploitation des espèces ciblées.
Il existe trois grandes catégories de surexploitations :
- L’utilisation culturelle des ressources naturelles

Dans de nombreux pays, l’utilisation des ressources naturelles facilement accessibles est très peu régulée. Que ce soit la chasse ou la récolte de végétaux, s’il y a un marché local ou proche de la source, alors cette exploitation est presque inévitable dans certaines zones soumises aux guerres, aux fortes migrations, des troubles civils où l’accès à la ressource et aux armes à feu est plus aisée.  Par exemple, sur les côtes africaines, une grande partie des poissons pêchés sont exportés vers les marchés européens privant la population locale de leur source de protéines. Les locaux vont alors se tourner vers une autre solution : la viande de brousse, c’est-à-dire un gibier issu de la faune sauvage du pays. Au Liberia par exemple, la viande de brousse constitue jusqu'à 75 % des apports protéiques individuels. Seulement, pour la majorité des espèces chassées, cette pratique n’est pas viable et conduit au déclin rapide de la population chassée.
- Le commerce international de la faune sauvage

Que ce soit dans le prélèvement de végétaux pour leurs propriétés médicinales, ou encore le trafic d’animaux recherchés pour leur fourrure, leurs organes, utilisés comme trophée de chasse, pièces de collections ou pour être mis en captivité (poissons d’aquarium, reptiles…), le commerce illégal et légal d’espèces sauvages est estimé à 7 milliards d’euros par an et représente un vaste réseau mondial d’exploitants et de clients.
Il existe des centaines d’espèces faisant l’objet de commerce.
La mise en place d’un commerce lié à l’exploitation d’une espèce se fait souvent selon le même schéma : la ressource et son potentiel commercial sont identifiés, un marché se crée et offre aux populations locales la possibilité de s’enrichir grâce à l’exploitation de cette ressource. L’espèce ciblée va alors être exploitée de façon intensive jusqu’à épuisement du stock. L’identification d’une nouvelle ressource potentielle se fera alors ailleurs, laissant de nombreuses espèces à des effectifs tellement bas qu’elles ne pourront jamais retrouver un état d’équilibre, cela menant donc à leur extinction. On observe facilement ce phénomène dans le cas des pêcheries commerciales qui pêchent à outrance une ressource puis descendent de plus en plus bas dans le réseau trophique pour maintenir un rendement maximum.
- L’exploitation industrielle

L’exploitation des stocks naturels industriels concerne principalement la pêche commerciale. Les pressions socio-économiques et l’effort de pêche engendré entraine une quasi-obligation à surexploiter la faune marine pour faire un profit intéressant. 
La mise en place de quota, et de modèles d’exploitation durables des pêcheries n’arrivent pas encore à rivaliser avec cette pêche intensive et le pillage des océans. Principalement parce qu’il est difficile d’évaluer précisément l’état des stocks en temps réel en raison de facteurs imprévisibles (facteurs météorologiques ou encore le braconnage). On assiste aussi à un désintérêt politique pour la préservation des populations marines, dans le but de satisfaire les industries de pêches locales, préserver les emplois, laissant ainsi les pêcheries exploiter les ressources marines à des taux non soutenables.
D’autres espèces ne sont pas soumises à exploitation mais font les frais de la pêche intensive. Les espèces qui composent les prises accessoires, capturées par accident et rejetées subissent de graves atteintes, tout comme les fonds marins dévastés par les passages récurrents des dragues et chaluts lors du chalutage de grand fond. La diminution drastique des stocks de poissons a aussi une incidence sur leurs prédateurs comme les oiseaux de mer.

### Réchauffement climatique
Le changement climatique est considéré potentiellement comme la plus grande menace à venir sur la biodiversité globale. Ainsi les récifs coralliens, points chauds de la biodiversité, tendraient à disparaitre d’ici 20 à 40 ans si le réchauffement climatique continue à cette allure. De plus, en 2004, une étude internationale regroupant des scientifiques de quatre continents estima que le réchauffement climatique serait responsable de l’extinction de 10 % des espèces d’ici 2050.
L’augmentation de la concentration de dioxyde de carbone a un impact sur la morphologie des plantes et participe à l’acidification des océans, tandis que les variations de température modifient la répartition des espèces, la phénologie et le climat.
Quelques preuves du réchauffement climatique:
| Augmentation des températures et fréquences des vagues de chaleur | Exemple: À l'échelle mondiale depuis 1880, 9 des 10 années les plus chaudes se situent après l'an 2000. En France, l'année 2011 est la plus chaude depuis le début du XXe siècle. Une vague de chaleur en août 2003 a entraîné en France le décès de près de 15 000 personnes. |
| La fonte des glaciers et des glaces polaires                      | Exemple: La glace de la mer Arctique en été a diminué de 15 % en surface au cours des 25 dernières années. Depuis 1850, les glaciers des Alpes ont perdu plus de 30 à 40 % de leur ancienne superficie. |
| L'élévation du niveau de la mer                                   | Exemple: depuis 1838, un tiers des marais côtiers d'un refuge de faune sauvage dans la baie de Chesapeake a été submergé par la montée du niveau de la mer. |
| Date du début de floraison des plantes                            | Exemple: Deux tiers des espèces de plantes fleurissent maintenant plus tôt qu'elles ne le faisaient il y a plusieurs décennies. |
| Activité plus précoce au printemps                                | Exemple: Un tiers des oiseaux en Angleterre pondent maintenant plus tôt dans l'année qu'ils ne le faisaient il y a 30 ans, et les Chênes débourrent plus tôt qu'il y a 40 ans. |
| Changement dans l'aire de répartition des espèces                 | Exemple: Les changements climatiques ont des conséquences importantes sur la distribution des communautés d'oiseaux et de papillons. On observe ainsi en Europe un déplacement vers le nord pour ces communautés de 37 km et 114 km respectivement. En prenant en compte le déplacement concomitant vers le nord de la température en Europe, ces changements de distribution auraient dû correspondre à des déplacements de 212 km pour les oiseaux et 135 km pour les papillons induisant ce qu'on appelle une dette climatique. |
| Déclin de population                                              | Exemple: Les populations de Manchots Adélie (Pygoscelis adeliae) ont baissé d'un tiers au cours des 25 années alors que leur habitat de glace en Antarctique disparaissait. |

Source: Union of Concerned Scientists; Devictor 2012.

## Dynamique des populations et mise en œuvre des mesures de conservation

### Mesures de conservation
Il existe différentes mesures de conservation. Il est possible de conserver une espèce hors de son milieu naturel (conservation ex situ) ou au sein de son environnement (conservation in situ).

#### Conservationex situ
Ces méthodes visent à préserver la biodiversité dans des espaces non soumis aux dégradations anthropiques en vue d’une future réintroduction. Un des problèmes souvent rencontrés dans ces approches réside dans la perte de variabilité génétique due au risque de consanguinité entre les individus. C’est pourquoi les structures qui détiennent des animaux en captivité s’échangent des individus afin de favoriser la reproduction entre organismes génétiquement éloignés.
Il existe également des banques de graines qui permettent de préserver la diversité végétale. Il est nécessaire de les replanter régulièrement (environ tous les 10 ans) et ce, afin de préserver la diversité génétique et de résoudre le problème de perte de pouvoir germinatif.
Exemples d’organismes de conservation ex situ: zoo, aquarium, jardin botanique...

#### Conservationin situ
- Aires protégées

Les organismes de conservation peuvent définir des aires protégées correspondant à l’habitat d’une espèce vulnérable ou en voie d’extinction. La législation en vigueur dépend du statut de l’aire protégée (parcs naturels, réserves de biosphère…) et détermine le niveau d’activité humaine tolérée (recherche, tourisme…). 
Il existe aussi des réseaux de sites naturels tels que Natura 2000, qui protègent les espèces et leurs habitats à l’échelle européenne. 
- Corridors

Dans le cas où les populations fonctionnent en métapopulations, on cherche à maximiser les flux génétiques entre elles. Pour cela on crée des corridors biologiques qui correspondent à des espaces qui lient différentes aires protégées.
- Transfert d’individu

Il s’agit ici d’élever des individus en captivité ou de les prélever en milieu naturel puis de les relâcher. Il existe trois types de transfert :
- le renforcement: les individus sont relâchés au sein d’une population déjà existante ;
- la réintroduction: l’habitat dans lequel sont relâchés les individus correspond à un milieu où l’espèce a disparu ;
- la colonisation assistée : l’habitat dans lequel sont relâchés les individus est un milieu dans lequel l’espèce n’a jamais été présente mais dont les conditions sont jugées favorables.

### Prédiction du succès des méthodes de conservation
Les méthodes de conservation nécessitent un fort investissement de temps, d’énergie et d’argent, et ce de leur conception jusqu’à leur mise en œuvre. C’est pourquoi, il est nécessaire d’évaluer le succès des méthodes de conservation avant de les mettre en pratique. La difficulté réside dans le fait que toutes les espèces et les populations qu’elles forment sont différentes les unes des autres, de par leurs paramètres intrinsèques (survie, fécondité…) et les particularités de leur milieu biotique et abiotique. Cela implique qu’il faut adapter chaque mesure de conservation au sujet concerné.
Les modèles de dynamique des populations permettent de prendre en compte un grand nombre de paramètres ainsi que des facteurs associés. Les progrès dans la capacité des ordinateurs à traiter de grands volumes de données permettent aujourd’hui de programmer informatiquement ces modèles, d’y implémenter les paramètres et d’effectuer un très grand nombre de simulations. Pour la conservation animale et végétale, on peut ainsi prédire le succès d’une méthode de conservation en compilant les résultats de ces simulations et en les analysant en termes de pourcentage de cas dans lesquels on obtient un maintien de la population.

#### Prévoir l’importance relative de plusieurs paramètres: exemple des paramètres démographiquesvsparamètres de l’habitat
Il est possible d’évaluer les limites de la restauration de l’habitat pour conserver des espèces menacées telles que les oiseaux chanteurs migrateurs. Pour ce faire, on utilise des paramètres estimés, calculés ou mesurés, tels que l’effet de bordure sur le succès de nidification, et on les introduit dans un modèle qui prédit, en fonction des conditions de départ (degré de fragmentation, taux de destruction de l’habitat), le succès de la restauration (retour du taux de croissance à sa valeur initiale).
Le modèle utilisé, « dSSAD » (démographie aviaire dynamique et spatialement structurée), est un modèle en population fermée (aucun flux migratoire) basé sur une matrice de Leslie en classes d’âge qui contient les différents paramètres de la population qui sont soit fixés au départ, soit calculés. La différence avec des modèles classiques est le fait que le taux de natalité b n’est pas stable mais varie de façon stochastique au cours du temps.
Des résultats différents sont obtenus selon les scénarios testés. Les caractéristiques spatiales (fragmentation et destruction de l’habitat) et le temps à partir duquel la restauration démarre (avant, pendant ou après le commencement de la perturbation de l’habitat) influent sur le devenir de la population, de sorte que le taux de croissance ne revient pas forcément à l’état initial.
Ainsi, on peut déterminer que même s’il est établi qu’une population est sensible au déclin de son habitat (fragmentation, destruction), il ne suffit pas de restaurer l’habitat pour que la population revienne à son taux de croissance initial. Dans certains cas, la limitation démographique est supérieure à la limitation spatiale.
L’implication de cette conclusion sur le domaine de la conservation est la suivante : il faut, autant que faire se peut, modéliser l’effet de la restauration de l’habitat sur la dynamique de la population afin de déterminer s’il suffit de restaurer l’habitat (ce qui, par ailleurs, est coûteux et difficile à mettre en œuvre) ou s’il faut en plus mettre en place d’autres méthodes de conservation qui vont agir sur les paramètres démographiques : réduire la prédation et la compétition pour diminuer le taux de mortalité, augmenter artificiellement le nombre de nids pour accroître le taux de natalité, par exemple.

#### Compromis entre rapidité de mise en œuvre des mesures de conservation et réalisme des prédictions
D’autre part, les modèles utilisés pour la conservation varient dans le nombre de paramètres pris en compte. Ils vont des plus simples, tels que les modèles associés à l’habitat (prise en compte de la quantité de ressources pour prédire la densité future) aux plus élaborés, comme les modèles de populations structurées par le comportement (Behaviour-based individual models, BBIMs), en passant par les modèles de populations structurées en classes d’âge. Les modèles développés actuellement prennent de plus en plus en compte des paramètres supplémentaires tels que des estimateurs des paramètres de dispersion (modèles spatialement structurés), la densité-dépendance, la stochasticité environnementale, ou l’incertitude liée à l’estimation des autres paramètres, ce qui les rend d’autant plus réalistes et précis.
Plus les modèles utilisés pour choisir la méthode de conservation à appliquer - et pour prédire son effet - prennent en compte la structuration de la population (en âge, en classes d’âge ou en comportement) ainsi que les paramètres supplémentaires cités ci-dessus, plus les prévisions qui en sont issues sont réalistes. Cependant, le problème est que ces modèles nécessitent une bonne connaissance de la population et donc un nombre important de données collectées sur celles-ci. Or, la collecte des données doit être réalisée sur une longue période (par exemple, analyse de type CMR qui nécessite plusieurs occasions de capture, avec une occasion par an - voir la partie Obtention des données). Le risque est donc de retarder la mise en œuvre des mesures de conservation et ainsi d’augmenter le risque d’extinction.
Cela signifie qu’il vaut mieux, dans un premier temps, appliquer des modèles relativement simples à la population concernée afin de pouvoir mettre en œuvre des mesures d’urgence, puis, dans un second temps, augmenter progressivement la complexité des modèles pour mieux adapter les mesures de conservation futures à cette population.

#### Prendre en compte les modifications de la dynamique des populations dues à la mise en œuvre d’une mesure de conservation
Avant de mettre en place un protocole pour faire revenir une population à ses paramètres de dynamique initiaux (taux de survie, taux de croissance, etc.), on utilise des modèles qui se basent sur l’influence de paramètres extérieurs (disponibilité des ressources par exemple) sur ces paramètres de dynamique. Cependant, une fois le protocole mis en place, on modifie ces paramètres extérieurs. Le problème réside dans le fait que le changement de ces paramètres extérieurs par l’intervention humaine peut faire varier la fonction qui lie ces facteurs aux paramètres démographiques. Autrement dit, on sort du domaine d’application du modèle.
Par exemple, il est possible que la ressource limitante d’une population dépende de ces facteurs extérieurs. Dans ce cas, la mesure de conservation que l’on applique risque d’entraîner un basculement de la limitation vers une autre ressource. Imaginons qu’on cherche à conserver une population d’une espèce d’oiseau qui se nourrit de graines de deux espèces de plantes, A et B. On identifie la ressource “graines de la plante A” comme étant la ressource limitante. On introduit cela dans un modèle de type “associé à l’habitat”. Le modèle va prédire qu’il faut agir en augmentant la quantité de graines de plante A. Une fois la quantité de graines A augmentée, il se peut que les graines B deviennent le facteur limitant de la croissance de la population. Le modèle choisi ne peut donc plus s’appliquer.
Cela implique qu’il faut constamment réajuster les modèles en fonction des mesures de conservation appliquées et de leur effet sur la dynamique de la population.

### Systèmes socio-écologiques
L’étude scientifique des populations à travers la modélisation nous donne des informations sur le devenir des populations menacées, avec ou sans intervention humaine pour les préserver. Si l’on intervient afin de tenter de restaurer une population plusieurs outils sont à notre disposition.
Cependant quelle que soit l’efficacité théorique de ces approches, le contexte sociologique général dans lequel la population évolue influera grandement le succès ou non de la méthode.
Cette situation se retrouve dans tous les systèmes où la nature menacée côtoie l’homme, effectivement dans de très nombreux cas, les modèles de développement économique et humain mis en place sont en opposition avec la possibilité d’une conservation des écosystèmes sur le longnterme. On ne peut utiliser des outils de conservation optimum s’ils entrent en conflit avec la gestion locale des populations et il faut prendre en compte des moyens de faire coexister les actions de préservation avec l’exploitation humaine des ressources. L’étude de systèmes complexes a permis de développer de nouveaux outils comme les systèmes socio-écologiques pour modéliser les interactions entre les systèmes humains et naturels, en plaçant l’homme comme un facteur interne au système et non plus un acteur extérieur.
Un système socio-écologique peut être défini comme :
- un système cohérent composé de facteurs biophysiques et sociaux qui interagissent fréquemment de façon résiliente et durable ;
- un système défini à plusieurs échelles, spatiales, temporelles et d’organisation qui peuvent être reliées hiérarchiquement ;
- un ensemble de ressources cruciales (naturelles, socioéconomiques et culturelles) dont les flux et l’utilisation sont régulés par l’association de systèmes écologiques et sociaux ;
- ainsi que comme un système complexe en perpétuelle évolution et adaptation.

Afin de comprendre la dynamique et la complexité de ces systèmes socio-écologiques on peut s’appuyer sur la théorie de la résilience. D’abord définie  en 1973 par Holing comme l’intensité maximale de la force que le système peut absorber sans changer de comportement, de fonctions de processus de régulations, puis par Beddington et al. en 1976 comme l’intensité de la perturbation d’une quantité spécifique qu’une propriété du système peut supporter sans subir de changements qualitatifs.
Selon Ludwig et al (1997) et Carpenter et al (2001) la valeur de la résilience dépend :
- de l’état du système ;
- de la propriété du système étudié ;
- du coût associé à la restauration éventuelle de cette propriété ;
- des contrôles disponibles ;
- de l’horizon temporel considéré.

La théorie de la résilience s’attarde notamment sur l’étude historique des relations entre les sociétés et leur environnement afin de comprendre les fondements des problèmes environnementaux actuels. Elle va aussi formaliser le système sous forme de cycles adaptatifs qui sont une représentation des changements cycliques que le système va suivre. Plusieurs phases de longueur variables du développement d’un écosystème seront représentées selon trois propriétés de l’écosystème : le potentiel de changement, l’interconnexion et la résilience.
Un exemple particulièrement parlant de système socio-écologique est celui de l’archipel des Galapagos.
Ses biodiversité unique et colonisation relativement tardive en font un excellent objet d’étude. On y retrouve encore 95 % des espèces initialement présentes et près de 97 % du territoire est protégé sous forme de parc national. 
Cependant avec la colonisation humaine de nombreuses espèces invasives furent introduites et l’exploitation des ressources afin de répondre à la demande d’une population toujours croissante ont perturbé dangereusement l’équilibre de cet écosystème. L’archipel peut être considéré comme un système socio-écologique et étudié avec l’aide de la théorie de la résilience. Son étude a mené à l’élaboration de trois scénarios possibles pour le futur (voir schéma), le tourisme étant, parmi eux, le vecteur principal de changement :
- le modèle endogène, le plus souhaitable : un capital naturel composé d’écosystèmes marins et insulaires  génère un flux de services éco-systémiques riche et varié ;
- le modèle exogène, plus vraisemblable : l’archipel est un système ouvert qui dépend fortement du continent et est influencé par des intérêts politiques et commerciaux externes ;
- le modèle pervers : la biodiversité et les écosystèmes sont profondément transformés par les activités humaines, la dégradation des habitats est trop importante pour le maintien du tourisme environnemental.

L’approche des Galápagos en tant que système socio-écologique via la théorie de la résilience a été précieuse pour mieux comprendre les dynamiques et le fonctionnement global de l’archipel, son histoire, ainsi que pour identifier les principaux acteurs des changements qui s’y opèrent. Cette nouvelle approche amène les dignitaires à dépasser l’ancien conflit homme-nature, à réconcilier les sciences sociales et biophysiques pour travailler de concert vers une amélioration du développement de leur archipel. Là où les précédentes approches se concentraient sur préserver localement un système de tous changements, ou de restaurer son intégrité, cette approche permet une vision intégrée à l'échelle de l'archipel s'occupant plus de comprendre la dynamique des changements globaux et de mettre en place de larges plans d'actions sur le long-terme.

## Articles annexes
- Biologie de la conservation
- Biodiversité
- Conservation de la nature
- Anthropocène